# Primer ministro de la República Árabe Saharaui Democrática
El primer ministro de la República Árabe Saharaui Democrática es el jefe de Gobierno de la República Árabe Saharaui Democrática (RASD), un gobierno en el exilio en el campamento de refugiados saharauis de Tinduf, Argelia. El primer ministro es designado por el presidente de la República Saharaui y la aparición del puesto fue el 5 de marzo de 1976. La función del primer ministro es ser el consejero del presidente saharaui y ser jefe del Consejo de Ministros, en donde algunos lo ven como una figura de vicepresidente. 
El puesto del primer ministro es ocupado por Bucharaya Hamudi Beyun desde enero de 2020, siendo su primer titular Mohamed Lamine Ould Ahmed en 1976. El primer ministro que más ha durado en el cargo ha sido Abdelkader Taleb Omar por casi 15 años, de 2003 a 2018.

## Primeros ministros de la República Árabe Saharaui Democrática (1976-2020)
| N.º | Imagen | Primer ministro           | Ascendió al cargo        | Descendió del cargo      | Duración         | Partido          |       |
| --- | ------ | ------------------------- | ------------------------ | ------------------------ | ---------------- | ---------------- | ----- |
| 1   |        | Mohamed Lamine Ould Ahmed | 5 de marzo de 1976       | 4 de noviembre de 1982   | 6 años, 244 días | Frente Polisario | [ 2 ] |
| 2   |        | Mahfoud Ali Beiba         | 4 de noviembre de 1982   | 18 de diciembre de 1985  | 3 años, 44 días  | Frente Polisario | [ 3 ] |
| (1) |        | Mohamed Lamine Ould Ahmed | 18 de diciembre de 1985  | 16 de agosto de 1988     | 2 años, 242 días | Frente Polisario |       |
| (2) |        | Mahfoud Ali Beiba         | 16 de agosto de 1988     | 18 de septiembre de 1993 | 5 años, 33 días  | Frente Polisario |       |
| 3   |        | Buchraya Hamudi Beyun     | 19 de septiembre de 1993 | 8 de septiembre de 1995  | 1 año, 354 días  | Frente Polisario |       |
| (2) |        | Mahfoud Ali Beiba         | 8 de septiembre de 1995  | 10 de febrero de 1999    | 3 años, 155 días | Frente Polisario |       |
| (3) |        | Bucharaya Hamudi Beyun    | 10 de febrero de 1999    | 29 de octubre de 2003    | 4 años, 261 días | Frente Polisario |       |
| 4   |        | Abdelkader Taleb Omar     | 29 de octubre de 2003    | 4 de febrero de 2018     | 14 años, 98 días | Frente Polisario | [ 4 ] |
| 5   |        | Mohamed Elouali Akeik     | 4 de febrero de 2018     | 13 de enero de 2020      | 1 año, 344 días  | Frente Polisario | [ 5 ] |
| (3) |        | Buchraya Hamudi Beyun     | 13 de enero de 2020      | En el cargo              | 5 años y 64 días | Frente Polisario | [ 6 ] |